# Mihailopil (monument al naturii)
Mihailopil (în ucraineană Михайлопільський) este un monument al naturii de tip botanic de importanță locală din raionul Berezivka, regiunea Odesa (Ucraina), situat la vest de satul Mihailopil. Este administrat de întreprinderea de stat „Silvicultura Șîreaieve”.
Suprafața ariei protejate constituie 5,5 hectare, fiind creată în anul 1984 prin decizia comitetului executiv regional. Teritoriul monumentului natural include râpa, pe versanții căreia se găsesc specii rare de plante din regiunea Odessa, în special: rușcuță de primăvară, colchicum ancyrense, valeriană, viorea, pulsatilla pratensis, crocus reticulatus, astragalus dasyanthus și stipa lessingiana – incluse în „Cartea roșie a Ucrainei”.